# سرج تركي
السرج التركي (باللاتينية: Sella turcica) هو الحفرة المركزية في جسم العظم الوتدي الذي يحوي الغدة النخامية في جمجمة الإنسان والقردة أيضًا.

## معرض صور

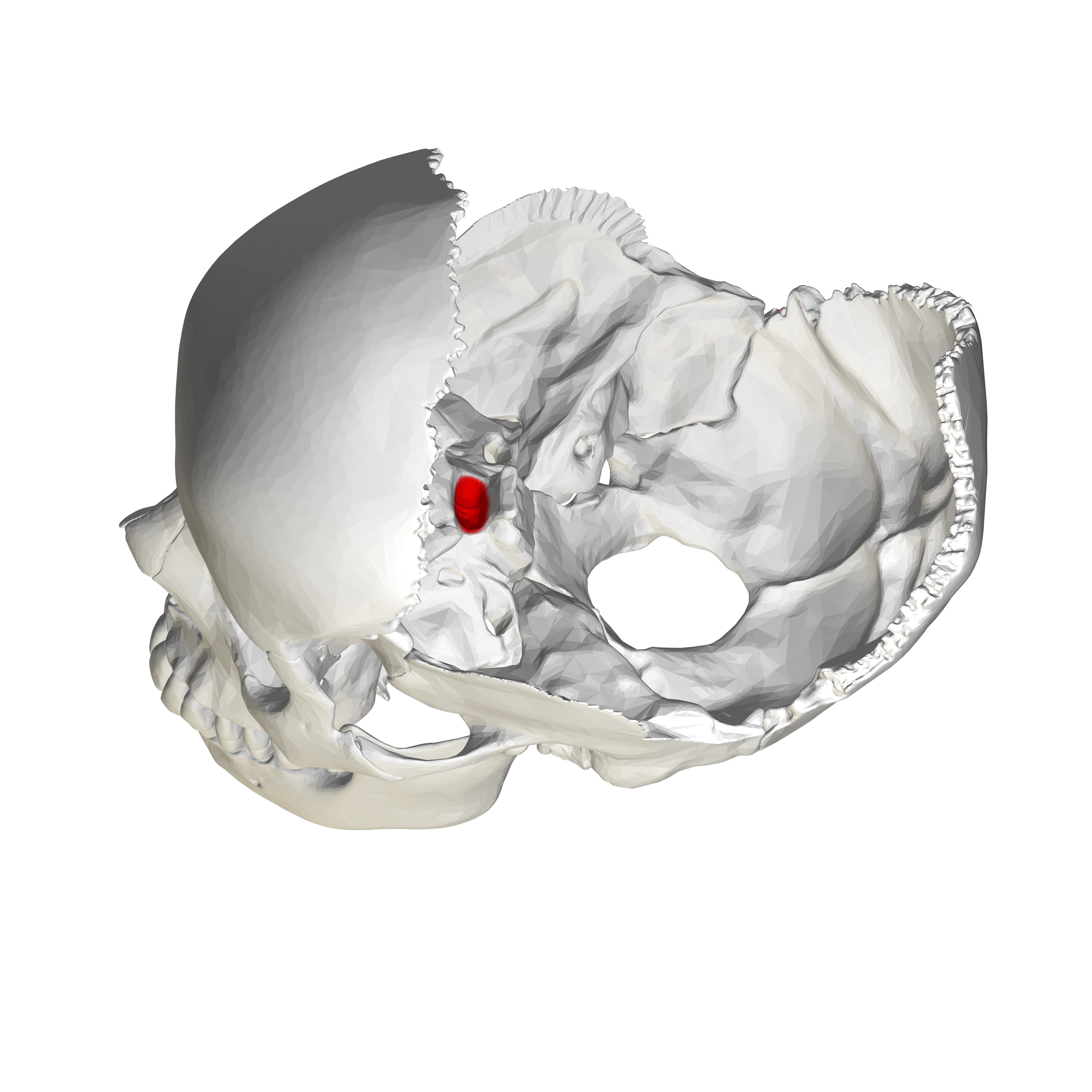
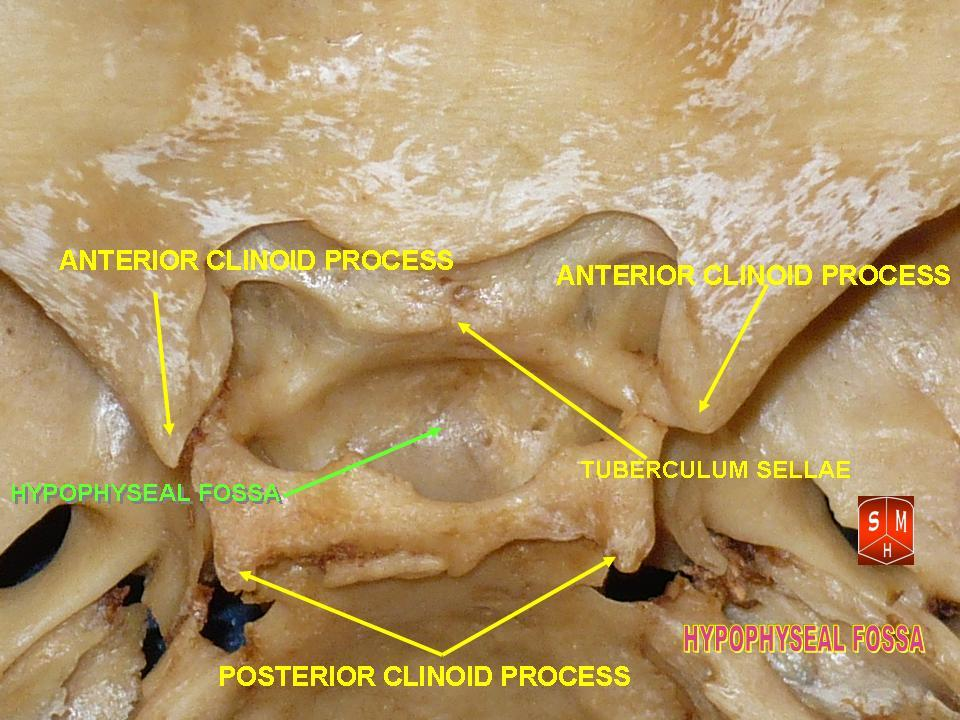